# Humanistisk informatik
 Denne artikel bør gennemlæses af en person med fagkendskab for at sikre den faglige korrekthed.

Humanistisk informatik er et af flere navne på studiet af forholdet mellem mennesket og teknologien. Betegnelsen humanistisk informatik (engelsk: "Humanities informatics") er en almindelig kendt betegnelse for studiet i Europa, men denne betegnelse er dog mindre kendt i den engelsktalende verden, hvor studiet f.eks. går under navnene "Digital Humanities" eller "Humanities Computing", som er nogenlunde tilsvarende den europæiske betegnelse for studiet. 

## Uddannelsen i dag
Humanistisk informatik har i dag skiftet navn til Kommunikation og Digitale Medier. Studiet i humanistisk informatik og de institutter, der har med dette studie at gøre, startede generelt i 1990'erne, hvor universiteterne sjældent underviste i humanistiske tilgange til det hurtigt voksende elektroniske samfund. Af denne grund var området ganske bredt defineret og indgik f.eks. i kurser i humanistisk datalogi og den grundlæggende introduktion til, hvordan computere arbejdede, historiske udvikling af teknologi, teknologi og læring, digital kunst og litteratur samt digital kultur. I dag har flere institutter på universiteterne valgt mere specialiserede områder inden for forskningen, f.eks. på Universitetet i Bergen, mens man underviser og forsker i digital kunst og kultur og socio-kulturel kommunikation med og uden teknologi på Aalborg Universitet.

## Kritik og Akkreditering
Uddannelsen hed tidligere Humanistisk informatik, men skiftede navn, da uddannelsen modtog kritik for manglende faglighed, og fordi Akkrediteringsrådet ville midlertidig nedlægge uddannelsen. Kritikken blev blandt andet offentlig kendt, da sociologen Henrik Dahl udtalte sig i medierne, da han selv havde været censor ved en eksamen i Humanistisk informatik.
I 2013 udtalte flere censorer følgende om uddannelsen Humanistisk informatik i Berlingske Tidende:
| „ | De færdiguddannede kandidater har ikke de kompetencer, de efter fem års studier bør have, mener uddannelsens censorer. (...) I løbet af de seneste knap tre måneder har 25 studerende fra studiet forsvaret deres speciale. Fem af dem har fået karakteren 00. | “ |

I 2015 fik uddannelsen en betinget positiv akkreditering efter at have rettet op på en række kvalitetsproblemer. I 2017 fik uddannelsen igen en fuldstændig positiv akkreditering af Akkrediteringsrådet sammen med en række andre uddannelser i Danmark.

### Institutter for humanistisk informatik på universiteterne
- Informatica Umanistica, Universitet i Pisa
- Seksjon for humanistisk informatikk Arkiveret 19. april 2010 hos  Wayback Machine, Universitetet i Bergen
- Humanistisk informatikk, Universitetet i Oslo (nu er fusioneret med andre institutter)
- Humanistisk informatik, Universitetet i Aalborg